# Estação Alto de Pega

A Estação Alto de Pega é parte do Metro do Porto. Fica à saída da cidade de Vila do Conde.